# Molophilus perseus
Molophilus perseus är en tvåvingeart som beskrevs av Alexander 1913. Molophilus perseus ingår i släktet Molophilus och familjen småharkrankar.
Artens utbredningsområde är Colombia. Inga underarter finns listade i Catalogue of Life.